# Mystria
Mystria est un groupe de heavy metal français, originaire de Montpellier et Narbonne, dans le Languedoc-Roussillon.

## Biographie
C’est au début de l’année 2003 que la formation actuelle commence à travailler ensemble. Le fruit de son labeur se manifeste très rapidement. Après s’être inscrit au festival Emergenza. Mystria se classe parmi les douze finalistes (sur 200 groupes) représentant les villes de Lyon, Bordeaux et Montpellier entre le 22 février 2003 et le 7 juin 2003. Le style musical du groupe évolue dans un heavy metal puissant et mélodique, parfois teinté de Thrash donnant aux compositions des ambiances variées. La décision est prise de réaliser une démo autoproduite cinq titres, intitulée Queen of Hell. La pochette est effectuée par l’artiste peintre Yves Renda, originaire de Sète.
Le 10 décembre 2008, le groupe sort son premier album The Dark Crusade, relativement bien accueilli par la presse spécialisée,,. La pochette est réalisée par Yohan Dupuis. En 2009, le groupe se sépare de Brice Fillol, Stephan Biron se charge désormais de la basse. 
En mars 2011, David Ruh quitte le groupe à la suite de sa décision d'arrêter la musique pour se consacrer à d'autres projets. Il est remplacé par Philippe Salva. Cette même année Mystria décide d'enregistrer une nouvelle démo afin de préparer un deuxième album. En mai 2012, Eric Mallet rejoint le groupe au poste de bassiste.

## Membres

### Membres actuels
- Stephan Biron - guitare[2]
- Guillaume Codina - chant (depuis 2003)[2]
- Angélique Gambin - chant[2]

### Anciens membres
- Christophe Auger - guitare[2]
- Brice Fillol - basse[2]
- Eric Mallet - basse[2]
- Marc Tedo - organisation[2]
- Sebastien Rabotin - chant[2]
- David Ruh - batterie[2]
- Philipe Salva - batterie[2]

## Discographie
- 2003 : Queen of Hell (démo)
- 2008 : The Dark Crusade (album)